# Expéditions préludes à la fondation de l'État indépendant du Congo

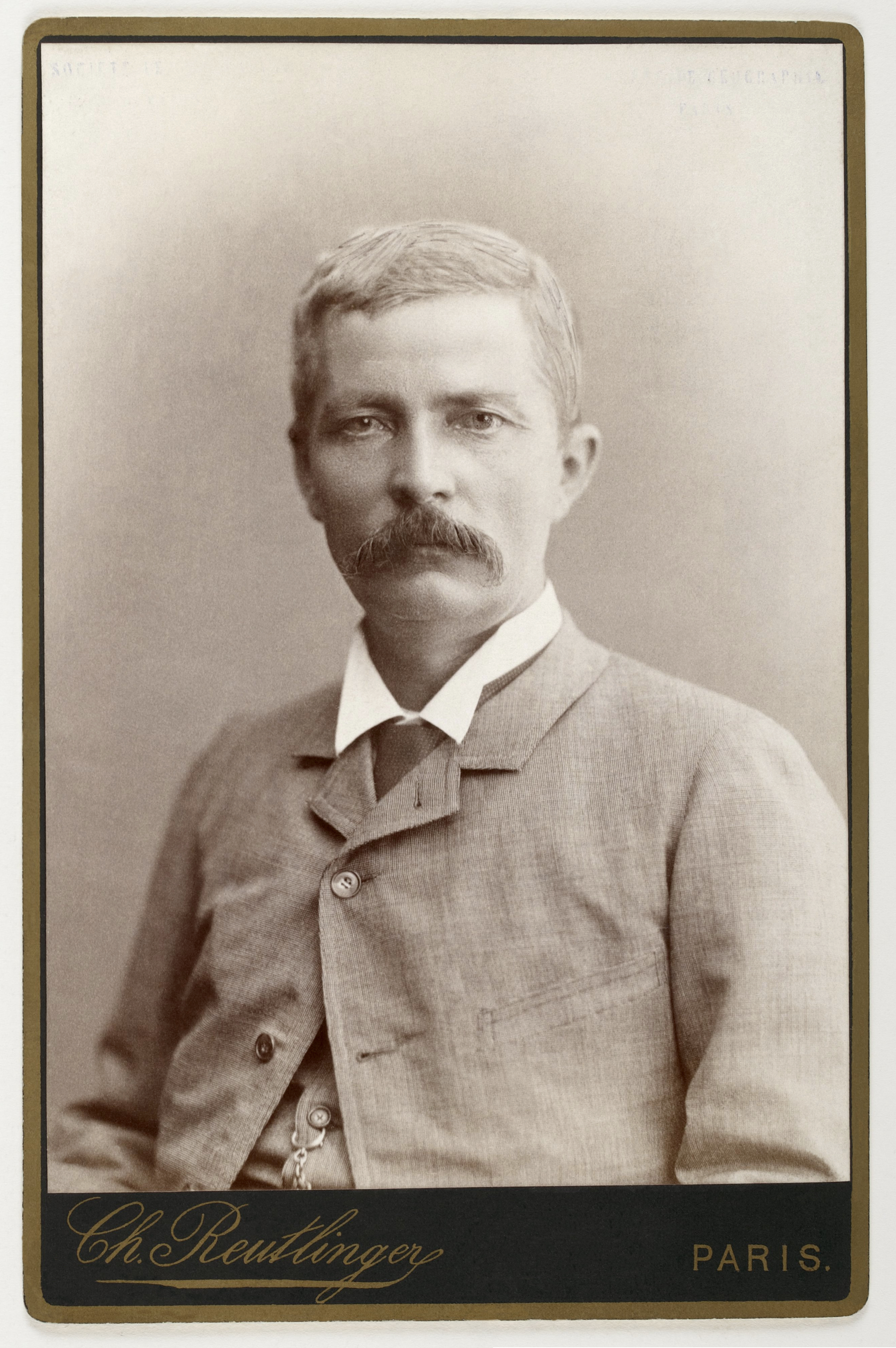
Henry Morton Stanley.

Les expéditions préludes à la fondation de l'État indépendant du Congo sont un ensemble d'expéditions commanditées par Léopold II pour l'exploration du territoire du bassin du Congo. La prise de possession de ce territoire fut consacrée par la reconnaissance internationale de l'État indépendant du Congo à la suite de la conférence de Berlin en 1885.
Lorsque Henry Morton Stanley revint en Europe en janvier 1878 après avoir descendu le fleuve Congo depuis Nyangwe un an auparavant, deux délégués du roi Léopold II de Belgique, le baron Greindl et le général Sanford, l'accueillirent à Marseille et lui firent part des projets du roi de créer un État sur le bassin du Congo.
Il accepta rapidement, et Stanley coordonna l'installation entre 1879 et 1884 d'une série de comptoirs commerciaux le long du fleuve pour le compte de Léopold II. En 1884, il changeait le nom de Kintambo, un village sur le Pool Malebo, en Léopoldville, future capitale du Congo belge. Ses missions pour le compte de Léopold II sont détaillées dans son livre The Congo and the founding of his free state.

## La conférence géographique de Bruxelles
Le 12 septembre 1876, Léopold II décida de réunir au palais de Bruxelles une conférence de géographes et de voyageurs dont le programme portait aussi bien sur l'abolition de la traite que sur l'exploration scientifique et l'ouverture de la « civilisation » au trafic européen. Dans le discours que Léopold II adressa à ceux qui étaient invités à former le comité belge de l'Association, le roi « ne parla de rien d'autre que de l'esclavage ». C'est au lendemain de cette conférence, en novembre 1876, que « l'Association internationale africaine » fut instituée — « malgré l'absence de mandats publics décernés à ses membres », comme l'écrit ensuite le diplomate Émile Banning en 1882. L'Association avait pour but pacifique et humanitaire de concourir à la paix en Afrique et à la libération des populations victimes de la traite. Concrètement, l'Association avait pour ambition d'établir en Afrique des stations scientifiques, des postes d'observation et de secours, placés sous la protection de leur fédération… et sous la présidence du roi.
D'après le révérend P. A. Roeykens le roi Léopold II aurait fait paraître, le 11 septembre 1876 dans Le Précurseur, journal libéral anversois, via son bras droit Auguste Lambermont une « communication officieuse émanant du proche entourage du roi », qui lui permettait sans doute de commencer à sonder l'opinion, et éclaire aujourd'hui la nature de ses ambitions philanthropiques. L'anonyme auteur de l'article écrivait : « Les explorations dont l'Afrique centrale est depuis quelques années le but, ont révélé au cœur de ce continent des richesses innombrables qu'on soupçonnait dès longtemps, que l'on commence à entrevoir, mais dont on est loin de pouvoir encore déterminer la nature et l'étendue. Un jour viendra sans doute où ces richesses qui jusqu'à présent ont excité seulement la curiosité des voyageurs et des savants, tenteront d'autres appétits. (…) Préoccupé de cette éventualité, le roi Léopold II s'est demandé s'il n'y aurait pas moyen d'obtenir, et plus sûrement, plus humainement, au grand avantage de tous, par une action commune, par une sorte de fédération des gouvernements et des peuples, des résultats qui seraient improbables, onéreux d'ailleurs et peut-être sanglants, si l'on ne les attendait que d'efforts isolés ou concurrents pour ne pas dire hostiles ».
Un billet confidentiel du baron Léonard Greindl au roi, daté de 1878, tend à prouver le caractère volontairement stratégique de cette Association philanthropique dont le but véritable était de donner, à long terme, une colonie africaine à la Belgique : "Avec le temps, l'entreprise deviendra par la force des choses, belge de nom comme de fait. Il est désirable que surtout dans les commencements, l'affaire s'abrite sous le drapeau international. L'idée coloniale soulève encore de vives répugnances en Belgique, où le souvenir de nos essais malheureux n'est pas effacé. Dans les conférences préliminaires de 1876, une forte opposition a éclaté contre tout ce qui pourrait conduire à une action isolée. Une tentative faite sous un jour trop exclusivement belge soulèverait des résistances à peu près certaines alors qu'elle aurait beaucoup plus de chances d'être bien accueillie par l'opinion publique, si elle se présentait sous le drapeau international"
Ainsi que le dit l'historien belge Jean Stengers dans La Nouvelle Clio du 9 octobre 1950 : "La première originalité de l'œuvre africaine de Léopold II, c'est son point de départ. Cette œuvre, qui fut le triomphe de l'action, est née d'une pensée".

## Association internationale du Congo (1878)

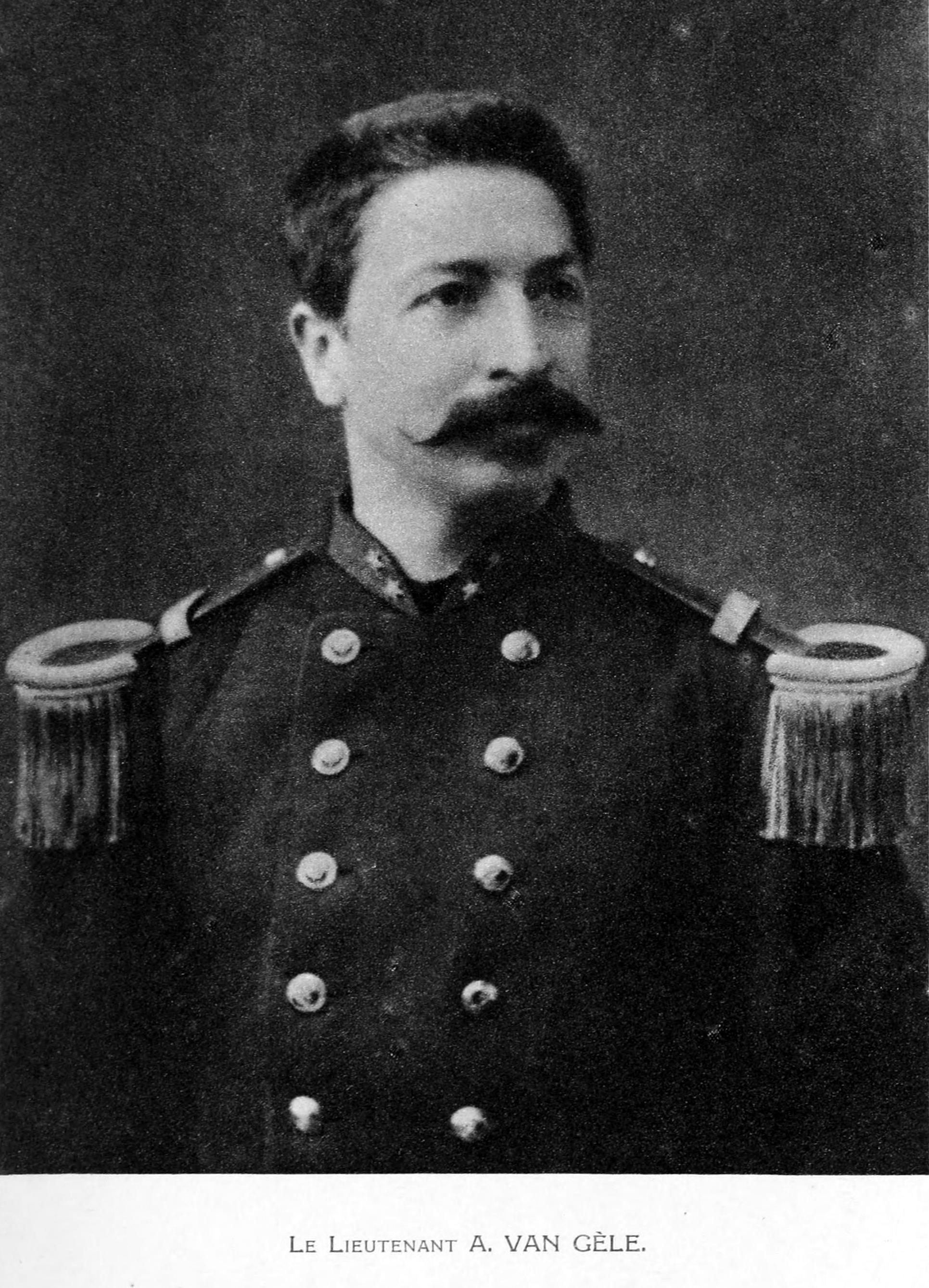
Alphonse Van Gele

Camille Janssen

D'après Stengers "L'Association internationale du Congo est un être purement fictif : ce n'est qu'un nom, derrière lequel il n'y a que le seul Léopold II".
Stanley quitta l'Europe en février 1879 à bord de l' Albion et rejoignit Zanzibar pour constituer ses équipes du meilleur matériel et hommes comme il l'avait fait précédemment.
Une première expédition, forte de treize agents (quatre belges, trois anglais, trois américains, deux danois et un français) quitta Anvers en mai à bord du Barga, et atteignit Banana à l'embouchure du fleuve Congo le 14 août. Stanley les rejoignit en septembre au lieu qui allait devenir Vivi, face à l'actuelle Matadi. Cette expédition allait devoir transporter des steamers (bateaux à vapeur) jusqu'au Stanley Pool environ 300 kilomètres en amont. Un bief intermédiaire fut atteint à Isangila le 20 février 1880, Manyanga fondée le 1er mai 1881, et le Stanley Pool atteint en décembre. Stanley signe le 24 décembre le « traité de l'amitié » avec Ngaliema Insi, qui lui accorde notamment la fondation d'une station en la baie de Ngaliema. Cette première expédition essentielle avait duré plus de deux ans.
La lente progression de l'expédition fut suivie d'autant plus près à Bruxelles que les expéditions commanditées par d'autres états européens progressaient. Et notamment Pierre Savorgnan de Brazza au nord, parti du Gabon, et Capello et Ivens au sud partis de Loanda.
Mais à partir de décembre 1881, Stanley lançait le steamer En avant, rapidement suivi des Royal et A.I.A. (Association internationale africaine). Brazza se limita à la rive nord du Stanley Pool, et Capello et Ivens ne descendirent pas le Kwango.
Dès 1880, Van de Bogaerde, Gillis, von Danckelmann et Allart explorent les environs de Vivi et Inga. Braconnier, Valcke, Harou, Janssen, Orban, Van de Velde, Hanssens, Elliot, Van Gele, Coquilhat, Avaert, Haneuse, Mikie ou Nilis explorent le pays entre Vivi et Léopoldville.
Venues de l'est et du sud, d'autres expéditions explorent le territoire : Thomson explore le Chambechi et la Lukuga en 1880, von Mechow parcourt le Kwango moyen (1881), von Wissmann traverse le Kasaï jusque Nyangwe et rejoint Zanzibar (1881-1882). Giraud explore les lacs Moero, Bangwelo et Tanganyika en 1883. Böhm et Richard, partis de Zanzibar, découvrent le lac Upemba (1883-1884).
Wilhelm Junker explore tout le nord-est du territoire, dont les fleuves Uele et Aruwimi (1882-1884)
À partir de 1883, Frederic Goldsmith, ancien haut fonctionnaire du gouvernements des Indes, fut chargé de coordonner les actions de conclusion des traités des indigènes, de façon que ceux-ci puissent être rendus opposables aux autres puissances coloniales.
Alexandre Delcommune entre au service de l'Association à partir de 1884, en même temps notamment que de Fernand Alexandre Demeuse, Pourtalès et Posse. Van Kerkhoven, Liebrechts, Wester, Gleerup, Le Marinel, Massari, Massari et Hakannson partent également pour le Congo.

### Le Niadi Kwilu
Sous la menace de nouvelles revendications historiques du Portugal sur l'embouchure du fleuve Congo, des explorations vers le fleuve côtier du Niadi Kwilu (en l'actuel Congo-Brazzaville) sont lancées. Dès décembre 1882, Grant Elliot, accompagné de Van de Velde, Hodister, Buofanti, Destrain, Legat, Lerman, Burns, est chargé de constituer un réseau de stations sur le fleuve reliant l'océan à Vivi et Manyanga.

### Les premières stations importantes
Alexandre Delcommune plaça le comptoir historique de Boma sous protection de l'Association en avril 1884. Camille Coquilhat fonde à la même époque Station Bangala sur le haut-fleuve (mai 1884).
Fin 1883, une expédition quitte l'Europe pour conquérir le royaume Lunda de Muata-Yamvo. Elle est dirigée par Hermann von Wissmann, accompagné de Wolf, von François et Franz Müller et Hans Müller. Ils fonderont Luluabourg (actuelle Kananga) en novembre 1884.